# Noda Satoru
Noda Satoru (sinh ngày 19 tháng 3 năm 1969) là một cầu thủ bóng đá người Nhật Bản.

## Đội tuyển bóng đá quốc gia Nhật Bản
Noda Satoru được triệu tập vào đội tuyển Nhật Bản tham dự Cúp bóng đá châu Á 1988.